# Galathowenia australis
Galathowenia australis är en ringmaskart som först beskrevs av Grube 1866.  Galathowenia australis ingår i släktet Galathowenia och familjen Oweniidae. Inga underarter finns listade i Catalogue of Life.